# سباق الكراسي المتحركة

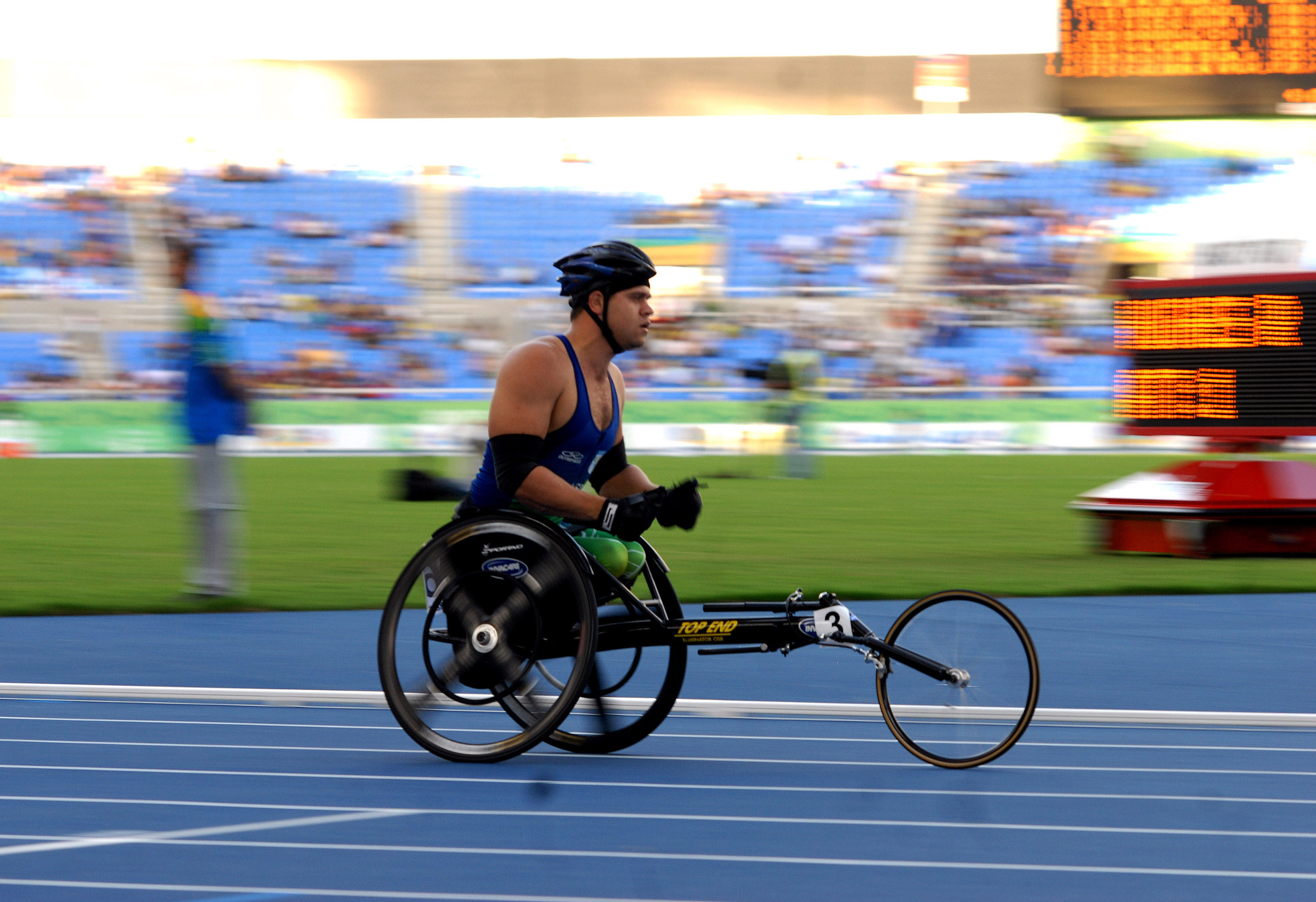
البرازيلي اللاعب ويندل سيلفا سواريس في 400 متر متحرك السباق في عام 2007 ثيابكم الأمريكية الألعاب

سباق الكراسي المتحركة هو سباق الكراسي المتحركة في المسار وسباقات الطريق. الكراسي المتحركة هي سباقات مفتوحة لرياضيين مع أي نوع من أنواع الإعاقة المؤهلة، مبتوري الأطراف، إصابات الحبل الشوكي والشلل الدماغي والنظر جزئيا (عندم دمجها مع إعاقة أخرى). الرياضيين يصنفون وفقا لطبيعة وشدة الإعاقة أو مجموعات من الإعاقة. مثل الجري، يمكن أن يجري على المسار أو الطريق السباق. المسابقات الرئيسية تكون في صيف البارالمبية و سباقات الكراسي المتحركة و ألعاب القوى كان جزءا من منذ عام 1960. المتنافسون المتخصصين في الكراسي المتحركة التي تسمح للرياضيين بسرعة تصل إلى 30 كم/ساعة أو أكثر. هو أحد أبرز أشكال البارالمبية لالعاب القوى.

## التاريخ
الحروب العالمية أثرت بشكل كبير وجهة نظر المجتمع وعلاج الأفراد ذوي الإعاقة. قبل الحروب الأفراد ذوي الإعاقة تعتبر أعباء على المجتمع. وبما أن العديد من قدامى المحاربين القدامى في الحرب عادوا إلى ديارهم مع إعاقات جسدية واحتياجات نفسية، كان لا بد من وضع برامج جديدة للمساعدة على إعادة الانتقال إلى المجتمع، لأن الأساليب التقليدية لم تستطع استيعابها.
الحكومة البريطانية لها الفضل في كونه أول من تعترف بهذه الاحتياجات من خلال فتح مركز للأصابات العمود الفقري في مستشفى ستوك ماندفيل في ايليسبري في إنجلترا في عام 1944. سيدي لودفيغ غوتمان، مدير هذا المركز، قدم المنافسة الرياضية كجزء لا يتجزأ من مشروع إعادة تأهيل قدامى المحاربين المعاقين.

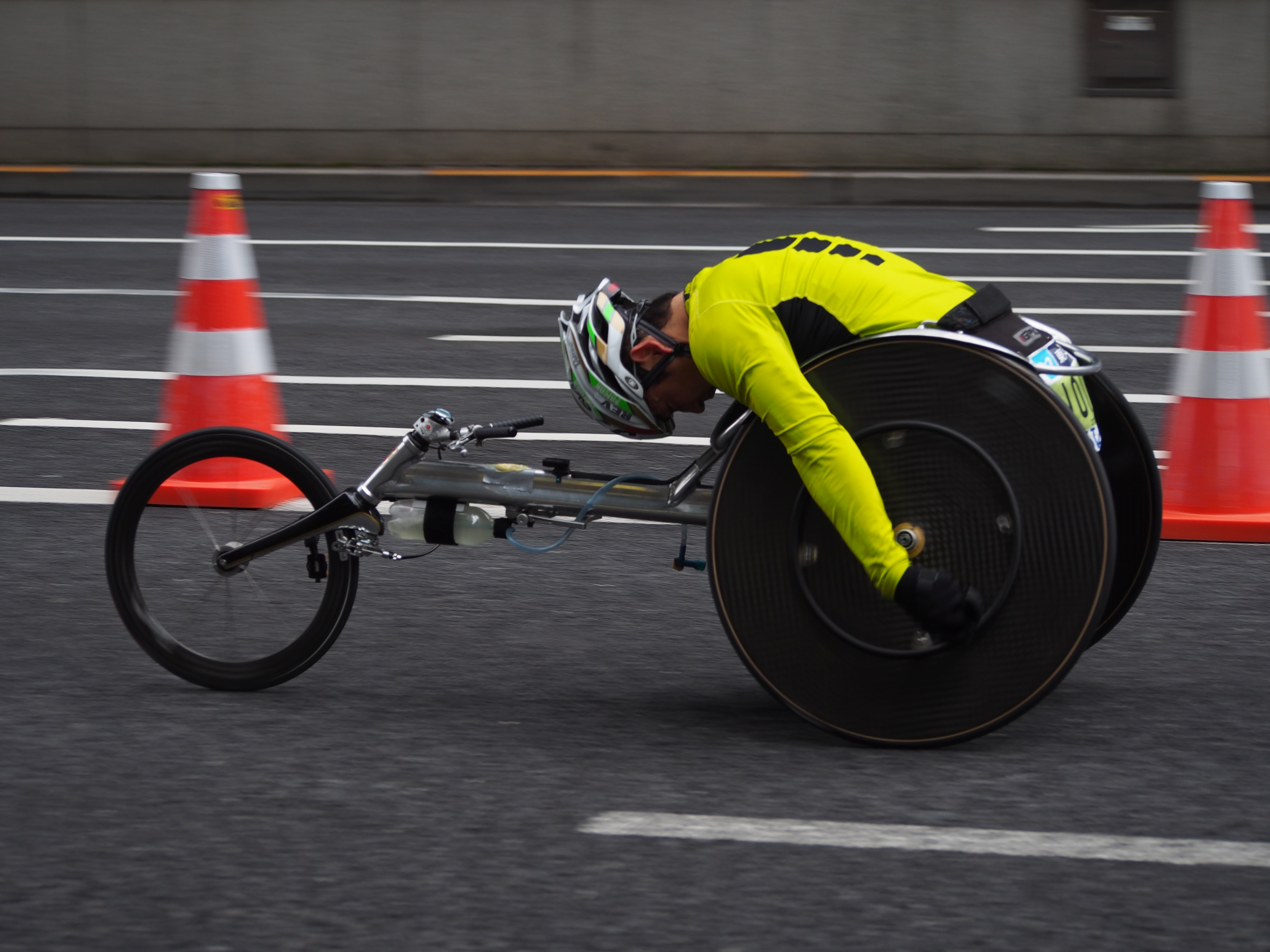
الرجال متحرك متسابق في ماراثون طوكيو 2015

مع  القائد غوتمان الأول ستوك ماندفيل الألعاب بالشلل عقدت في عام 1948. في أواخر 1940s الرياضية لإعادة التأهيل انتشرت في جميع أنحاء أوروبا وجميع أنحاء الولايات المتحدة. خلال هذا الوقت المسابقات والأحداث الرياضية للأفراد في الكراسي المتحركة ظهرت في جميع أنحاء أوروبا.
في عام 1952 أول منافسة الدولية للرياضيين في الكراسي المتحركة نظمت بين بريطانيا وهولندا.  مجموعه الرياضيين 130 من إصابات النخاع الشوكي تنافس في ستة الرياضات. لتكريم القيمة الاجتماعية والبشرية المستمدة من حركة الرياضة على كرسي متحرك، اعترفت اللجنة الأولمبية الدولية عمل غوتمان في عام 1956 ومنحت ستوك مانديفيل ألعاب كأس السير توماس فيرنلي لتحقيق جدارة في خدمة الحركة الأولمبية.
منذ بداية الألعاب في ستوك ماندفيل الرياضية توسعت مع إضافة العديد من الألعاب الرياضية. بداية مع الكرسي المتحرك و الرماية والعشب الأوعية و تنس الطاولة و الجلة و رمي الرمح و نادي رمي أضيفت إلى القائمة المتنامية. في 1960s لكرة السلة على الكراسي المتحركة و المبارزة و السنوكر ورفع الاثقال أدخلت أيضا.
في عام 1960 الدولية ستوك ماندفيل الاتحاد الرياضي (ISMWSF) تشكلت للسماح لجميع المسابقات الدولية للأفراد الذين يعانون من إصابات في النخاع الشوكي. على الرغم من أنه فرضت على أولئك الذين يعانون من إصابات الحبل الشوكي، تم توسيع هذه الألعاب في عام 1976 في الأولمبياد للمعوقين جسديا في تورونتو، كندا، لتشمل غيرها من الاعاقات الجسدية والبصرية وسوف تتطور، ويشار في نهاية المطاف باسم البارالمبية..
في 1960s المسابقات الدولية الرياضية تم توسيعها لتشمل جماعات ذوي الإعاقة الذين لم يكونوا مؤهلين للحصول على ألعاب العالم. وبالإضافة إلى ذلك، الرياضة الدولية لمنظمة المعاقين (ISOD) شكلت رسميا في باريس في عام 1964، لتوفير الرياضة الدولية فرص للمكفوفين، مبتوري الأطراف والأشخاص مع غيرها من مقام الإعاقة الحركية.

## الأحداث

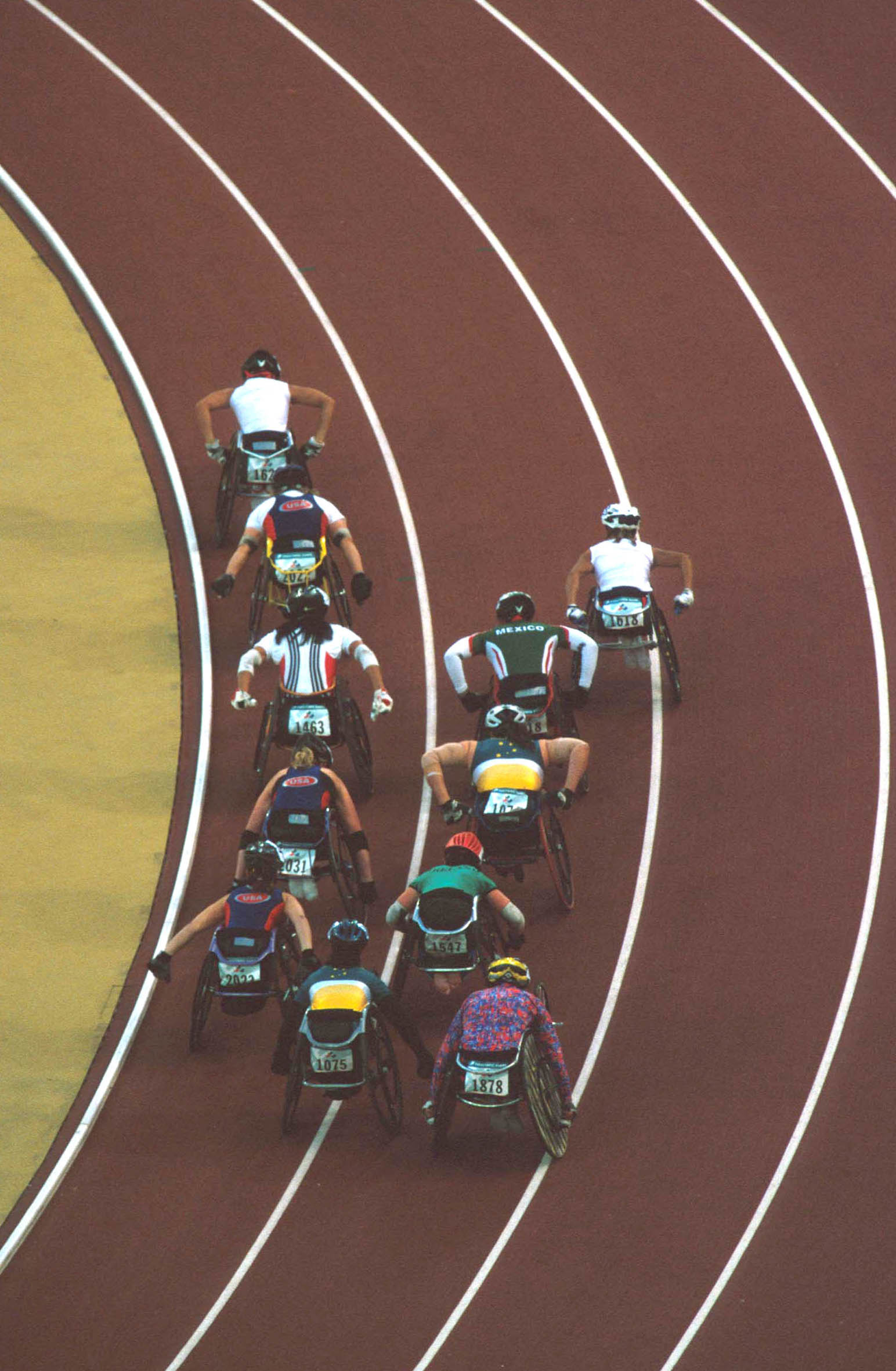
المنظر من فوق كرسي متحرك سباق المنافسة في عام 2000 الصيف البارالمبية

وتشمل المسافات التي ينطوي عليها سباق الكراسي المتحركة مسافات العدو 100 م و 200 م و 400 م والمسافات المتوسطة 800 م و 1500 م والمسافات الطويلة من 5000 م و 10,000 م وسباقات التتابع من 4 × 100 م و 4 × 400 م. هناك أيضا الطريق الحدث وهو على كرسي متحرك الماراثون.
يمكن للرياضيين الذين هم على كرسي متحرك المشاركة أيضا في الأحداث الميدانية كذلك؛ وهذه تشمل وضع النار، الرمح، والقرص. هناك أيضا أحداث مجتمعة مثل الخماسي، حيث يشارك الرياضي في المسار وأحداث الطرق، والقفز ورمي الأحداث، اعتمادا على الإعاقة الرياضيين والتصنيف.

## التصنيفات
وقد وضعت أنظمة التصنيف لضمان أن المنافسة منصفة، وضمان أن جميع المنافسين لديهم فرصة متساوية لوضع، وأنها يمكن أن بسبب مواهبهم وليس لأن إعاقتهم كانت أقل حدة من المنافسين الآخرين. وينقسم الرياضيون إلى فئات اعتمادا على إعاقتهم، وهذه هي إصابة الحبل الشوكي أو بتر، أو الشلل الدماغي. يتم تغيير المبادئ التوجيهية التصنيف باستمرار لتشمل المزيد من الرياضيين.
الرياضيين الذين هم في كرسي متحرك بسبب إصابة الحبل الشوكي أو هم بتر في الطبقات T51 - T58. فئات T51 - T54 هي للرياضيين على كرسي متحرك الذين يتنافسون في الأحداث المسار، والطبقات T55 - T58 هي للرياضيين الذين يتنافسون في الأحداث الميدانية. الرياضي الذي تم تصنيفه كما T54 هو وظيفية تماما من الخصر حتى. الرياضيين المصنفين في T53 قد قيدت الحركة في بطنهم. الرياضيين المصنفين إما T52 أو T51 قد قيدوا الحركة في أطرافهم العلوية.
الرياضيين الذين هم في كرسي متحرك بسبب الشلل الدماغي لديهم مبادئ توجيهية مختلفة مقارنة مع رياضي مع إصابة الحبل الشوكي أو الذي هو بتر، وتتراوح بين T32 - T38. فئات T32 -T34 هي فئات للرياضيين في كرسي متحرك والطبقات T35 - T38 هي للرياضيين الذين يمكن أن يقف.

## القواعد واللوائح للكراسي المتحركة
الكراسي المتحركة هي قطعة ضرورية من المعدات للرياضيين المتنافسة في سباق الكراسي المتحركة والأحداث المسار والميدان. العديد من الكراسي المتحركة تميل إلى أن تكون خفيفة الوزن جدا، مع الإطارات الهوائية، ومع أبعاد وميزات على الكراسي المتحركة المحددة بوضوح في قواعد ألعاب القوى إيبك. هناك قواعد لكل حدث فيما يتعلق بمعدات الرياضيين. القواعد هي:
المادة 159 الفقرة 1
كرسي متحرك يكون على الأقل أثنتي من عجلات كبيرة وواحدة صغيرة عجلة القيادة.
المادة 159 الفقرة 2 لا يجوز لأي جزء من جسم الكرسي أن يمتد إلى الأمام خارج محور العجلة الأمامية وأن يكون أوسع من داخل محاور العجلات الخلفية. يجب أن يكون أقصى ارتفاع من الأرض من الجسم الرئيسي للكرسي 50 سم.
المادة 159 الفقرة 3
يجب ألا يتجاوز القطر الأقصى للعجلة الكبيرة بما في ذلك الإطارات المتضخمة 70 سم. يجب ألا يتجاوز القطر الأقصى للعجلة الصغيرة بما في ذلك الإطارات المتضخمة 50 سم.
المادة 159 الفقرة 4
يسمح فقط بإطار واحد عادي، دائري، لكل عجلة كبيرة. قد يتم التنازل عن هذه القاعدة للأشخاص الذين يحتاجون إلى كرسي محرك ذراع واحد، إذا كان ذلك منصوصا على بطاقات الهوية الطبية والهوية الخاصة بهم..
المادة 159 الفقرة 5 يجب عدم السماح بالتروس أو العتاد الميكانيكي، والذي يمكن استخدامه لدفع الكرسي.
المادة 159 الفقرة 6 ولن يسمح إلا بأجهزة التوجيه الميكانيكية التي تعمل باليد.
المادة 159 الفقرة 7 في جميع السباقات 800 متر أو أكثر، يجب أن يكون رياضي قادرا على تحويل العجلة الأمامية (ق) يدويا على حد سواء إلى اليسار والحق.
المادة 159 الفقرة 8 لا يسمح باستخدام المرايا في المسار أو سباقات الطرق.
المادة 159 الفقرة 9 لا يوجد جزء من الكرسي قد يبرز خلف الطائرة العمودية للحافة الخلفية للإطارات الخلفية.
المادة 159 الفقرة 10 وسوف يكون من مسؤولية المنافس لضمان الكرسي المتحرك يتوافق مع جميع القواعد المذكورة أعلاه، ويجب ألا يتأخر أي حدث في حين أن منافس إجراء تعديلات على كرسي الرياضيين.
المادة 159 الفقرة 11
وسيتم قياس الكراسي في منطقة التحرش، ولا يجوز ترك هذه المنطقة قبل بدء الحدث. قد تكون الرؤساء الذين تم فحصهم عرضة لإعادة الفحص قبل الحدث أو بعده من قبل المسؤول عن الحدث.
المادة 159 الفقرة 12 وتكون المسؤولية، في المقام الأول، عن المسؤول الذي يقوم بالحدث، للبت في سلامة الرئيس.
المادة 159 الفقرة 13 وتكون المسؤولية، في المقام الأول، عن المسؤول الذي يقوم بالحدث، للبت في سلامة الرئيس.

## وصلات خارجية
- بكين 2008 البارالمبية الرياضية المعلومات مع الأسترالي مائل من الوصول إليها.com.au - يتضمن معايير اختيار 2008 الأسترالية البارالمبية لالعاب القوى فرقة.